# (306792) 2001 KQ77
(306792) 2001 KQ77, também escrito como (306792) 2001 KQ77, é um objeto transnetuniano que foi descoberto no dia 23 de maio de 2001 e é classificado como um plutino, pois, ele está numa ressonância orbital de 02:03 com o planeta Netuno. O mesmo tem uma excentricidade orbital de 0.154. Ele possui uma magnitude absoluta de 7,2 e, tem um diâmetro estimado de cerca de 160 km.